# لسان (نبات)
اللُسّان أو الشوك أو الضَهْياء أو الخُرفيش (باللاتينية: Carduus) جنس نباتي يتبع الفصيلة النجمية ويضم حوالي 90 نوعاً من النباتات ذات الأشواك.
الموطن الأصلي لهذه الأنواع أوروبا وآسيا و أفريقيا.

## من أنواعهالواطنةفيالوطن العربي
- اللُسّان الإبري (باللاتينية: Carduus acicularis) في بلاد الشام
- اللُسّان الغليظ الرأس (باللاتينية: Carduus pycnocephalus) في بلاد الشام ومصر والمغرب العربي وكثير من مناطق أوروبا
- اللُسّان الفضي (باللاتينية: Carduus argentatus) في بلاد الشام ومصر وليبيا وتركيا واليونان
- اللُسّان المغربي (باللاتينية: Carduus getulus) في بلاد الشام ومصر والمغرب العربي
- اللُسّان المنحني (باللاتينية: Carduus nutans) في بلاد الشام والمغرب العربي وأوروبا

## من أنواعه غير الموجودة في الوطن العربي
- اللُسّان الشوكاني (باللاتينية: Carduus acanthoides)
- اللُسّان الرفيع الزهرة (باللاتينية: Carduus tenuiflorus)
- اللُسّان الكارليني (باللاتينية: Carduus carlinoides)
- اللُسّان الكيني (باللاتينية: Carduus keniensis)
- اللُسّان المبارك (باللاتينية: Carduus benedictus)
- اللُسّان المجعد (باللاتينية: Carduus crispus) في أوروبا